# Thymus albicans
{{#ifeq:0|0|{{#if:|{{#if:Thymusalbicans|[[]}}|}}}}
Thymus albicans — вид рослин родини глухокропивові (Lamiaceae), поширений у Португалії й Іспанії. Етимологія: лат. albicans — «білуватий».

## Опис
Напівчагарник 25–45 см, піднятий. Листки черешкові, 4–8 × 1–3 мм, еліптичні, волохаті. Суцвіття 8–9 мм, сферичні. Приквітки 3.5–4 × 2–3.5 мм, широко яйцеподібні, війчасті. Чашечка 2.5–3.5 мм, з верхніми зубцями ≈1 мм і нижніми ≈1.5 мм. Вінчик ≈3.5 мм, трохи виступає з чашечки, кремового кольору. Горішки 0.7–1.2 мм, еліпсоїдні. 2n = 30.

## Поширення
Поширений у Португалії й Іспанії.
Населяє прибережні фіксовані дюни, прибережні соснові ліси та узлісся Pinus pinea, на піщаних або мулистих субстратах; 10–70 м.